# Coco Amarillo
Vicente Carbajal Salas mer känd under sina artistnamn Coco Amarillo och El Indómito, född 6 december 1965 i Mexico City, är en mexikansk före detta fribrottare inom den den mexikanska stilen lucha libre.  

## Karriär
Coco Amarillo debuterade professionellt redan 1980 under en annan identitet, men han hade sin storhetstid under mitten av 1990-talet i det då nystartade förbundet Asistencia, Asesoría y Administración. Till en början brottades han under namnet El Indómito, men kom senare att bli en del av gruppen Los Payasos AAA tillsammans med Coco Azul och Coco Rojo. Gruppen bar clownliknande fribrottningsmasker och deras matcher innehöll ofta ett visst inslag av komedi. Grupperingen var dock mycket framgångsrik och omtyckt bland fansen. Tillsammans vann grupperingen till exempel turneringen Torneo de Trios den 11 december 1994, en turnering med många namnkunniga brottare som bland annat innehöll lag där Rey Mysterio och El Hijo del Santo deltog. De skulle även komma att vinna flera titlar i förbundet.

### Maskvinst och förlust

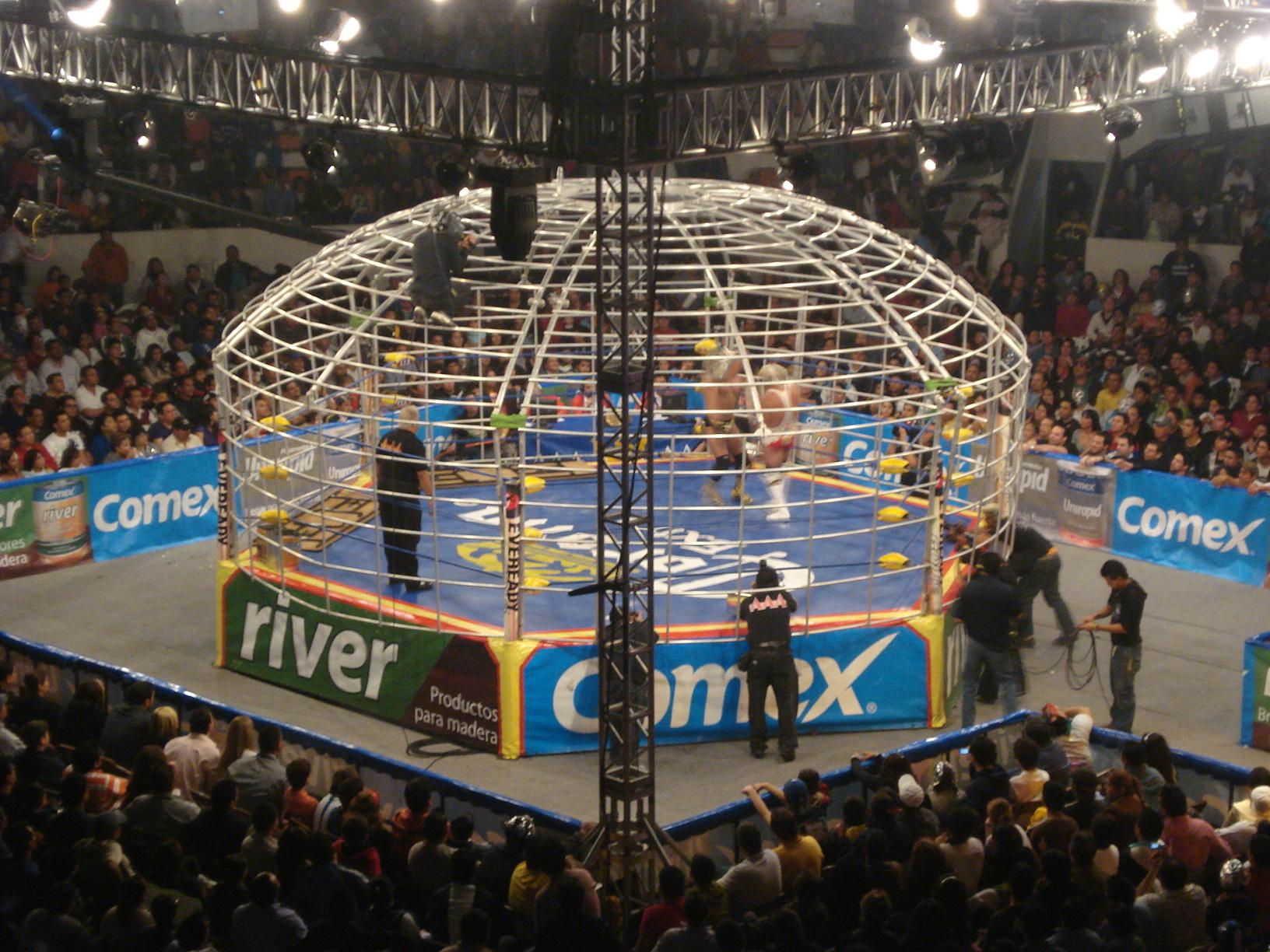
Exempel på Domo de la Muerte-match i AAA.

Under Triplemania V, vilket var förbundets femårsjubileum och årliga största evenemang brottades Coco Amarillo i en match kallad Domo de la Muerte. En matchtyp liknande World Wrestling Entertainments Elimination Chamber-koncept, där flera brottare stängs in en bur och medan de brottare som lyckas besegra en av motståndarna får lämna buren blir de som inte lyckas besegra någon av motståndarna kvar, tills bara en förlorare återstår. Matchen var även av typen lucha de apuestas, det vill säga att förloraren skulle bli tvungen att ta av sig masken och avslöja sin identitet. Coco Amarillo blev tillsammans med brottaren La Calaca (Luis Alberto Medina Delgadillo) sist kvar i buren, men Coco Amarillo gick segrande ur duellen och La Calaca tvingades därmed att ta av sig masken och avslöja sitt namn.
Under den senare delen av 1990-talet kom dock gruppen Los Payasos att splittras, och det kulminerade i en lucha de apuestas, mask mot mask match mellan de tidigare lagkamraterna Coco Amarillo och Coco Rojo i Auditorio José María Arteaga i Santiago de Querétaro den 30 april 1999. En match Coco Amarillo kom att förlora, och i sin tur fick avslöja sin identitet. Gruppen återförenades en stund under sekelskiftet men lämnade AAA i september 2000.
Sedan dess har Coco Amarillo bara brottats vid enstaka tillfällen som omaskerad. Efter vistelsen i AAA gick han inte vidare med karriären i något av Mexikos större förbund. Under 2020-talet har en brottare med namnet Coco Amarillo Jr. eller Coco Amarillo NG (Nueva Generación) börjat brottas på den oberoende scenen i Mexico City med omnejd men det är än så länge obekräftat ifall Coco Amarillo Jr. är son till Carbajal Salas.